# فيلي ميرفي
فيلي ميرفي (بالإنجليزية: Willie Murphy)‏ هو لاعب كرة قاعدة أمريكي، (ولد في سبرينغفيلد في الولايات المتحدة 1864  م).